# Station Linden-Katwijk
Linden-Katwijk (Lk) is een voormalige stopplaats aan de Maaslijn tussen Nijmegen en Venlo. De stopplaats voor de dorpen Linden en Katwijk was in gebruik van 1895 tot 15 mei 1931.
Het station lag op het grondgebied van de voormalige gemeente Linden. Het was een eenvoudig houten abri, met een grindperron, en komend van het zuiden de laatste halte op het westelijke landhoofd van de Maasbrug.